# Brejo Paraibano (tiểu vùng)
Brejo Paraibano là một tiểu vùng thuộc bang Paraíba, Brasil. Tiều vùng này có diện tích 1174 km², dân số năm 2007 là 118886 người.